# Ronald McNair
Ronald Ervin McNair, Ph.D. (n. 21 octombrie 1950, Lake City⁠(d), Carolina de Sud, SUA – d. 28 ianuarie 1986, Cape Canaveral⁠(d), Florida, SUA) a fost un fizician american și astronaut NASA, care a zburat cu succes în spațiu cu naveta spațială Challenger în misiunea STS-41-B (1984). A murit în explozia navetei spațiale Challenger în timpul misiunii STS-51-L, din care făcea parte în calitate de specialist. 